# Alexis Muzet
Alexis Louis Muzet est un syndicaliste et homme politique français né le 14 août 1843 à Paris et mort le 27 novembre 1934 à Paris 1er.

## Biographie
Il est le fils de Jules Muzet (1817-1899), receveur de l'octroi, originaire de Sainte-Suzanne, et de Stéphanie Triboulet. Après des études au Lycée de Laval, il effectue plusieurs années dans l'administration avant 1869. Il participe à la campagne de 1870-71 dont il a la médaille commémorative.
À la tête d'une importante maison de mode et tissus et articles de Paris en 1869, il est élu au conseil des prud'hommes de la Seine pour les tissus et industries en 1876, il en devient le président de 1880 à 1890. Il est le défenseur des intérêts commerciaux et industriels de la France.
Président du  syndicat général du commerce et de l'industrie à partir de 1884 (il en était membre depuis 1869) et de la délégation permanente des chambres syndicales de France et des chambres de commerce françaises à l'étranger depuis 1886, il est présent dans les jurys des Expositions internationales: Paris (1878), Bordeaux (1882), Amsterdam (1883), Anvers (1885), Melbourne et Bruxelles (1889), Chicago (1894), Paris (1900).
En 1884, il est conseiller municipal de Paris et conseiller général de la Seine où il siège parmi les républicains. Il est élu en 1898 député du 1er arrondissement de Paris. A la Chambre, il est président de la commission du commerce et de l'industrie.
Il est chevalier en 1883, puis officier en 1892, puis commandeur de la légion d'Honneur en 1921. Il s'est éteint à Paris en 1934 et repose dans la 35e division du cimetière du Père-Lachaise. Sa sépulture est ornée d’un buste en bronze.
Son fils Alphonse, né en 1874 sera aussi officier de la légion d'honneur.

## Sources
- « Alexis Muzet », dans le Dictionnaire des parlementaires français (1889-1940), sous la direction de Jean Jolly, PUF, 1960 [détail de l’édition]